# Vanessa Bürki
Vanessa Bürki, indicata anche con la grafia Vanessa Buerki (Grenchen, 1º aprile 1986), è una calciatrice svizzera, di ruolo attaccante.

## Palmarès

### Club
- Campionato tedesco: 2

Bayern Monaco: 2014-2015, 2015-2016
- Coppa di Germania: 1

Bayern Monaco: 2011-2012

### Nazionale
- Cyprus Cup: 1

2017

### Individuale
- Capocannoniere del campionato svizzero: 1

2005-2006 (23 reti)